# Wielersport op de Olympische Zomerspelen 1976
De wielersport is een van de sporten die beoefend werden tijdens de Olympische Zomerspelen 1976 in Montréal, Canada.  

## Heren

### baan

#### tijdrit, 1000 m
| rang   | sporter(s)          | land | tijd     |
| ------ | ------------------- | ---- | -------- |
| Goud   | Klaus-Jürgen Grünke | GDR  | 1:05.927 |
| Zilver | Michel Vaarten      | BEL  | 1:07.516 |
| Brons  | Niels Fredborg      | DEN  | 1:07.617 |
| 4      | Janusz Kierzkowski  | POL  | 1:07.660 |
| 5      | Eric Vermeulen      | FRA  | 1:07.846 |
| 6      | Hans Michalsky      | FRG  | 1:07.878 |
| 7      | Harald Bundli       | NOR  | 1:08.093 |
| 8      | Walter Baeni        | SUI  | 1:08.122 |

#### sprint, 1000 m
| rang   | sporter(s)      | land | heat 1 | heat 2 | heat 3 |
| ------ | --------------- | ---- | ------ | ------ | ------ |
| Goud   | Anton Tkáč      | TCH  | 10.78  | -      | 11.17  |
| Zilver | Daniel Morelon  | FRA  | -      | 11.58  | -      |
| Brons  | Jürgen Geschke  | GDR  | 11.35  | 11.42  |        |
| 4      | Dieter Berkmann | FRG  | -      | -      |        |
| 5      | Sergej Kravtsov | URS  |        |        |        |
| 6      | Yoshika Cho     | JPN  |        |        |        |
| 7      | Niels Fredborg  | DEN  |        |        |        |
| 8      | Giorgio Rossi   | ITA  |        |        |        |

#### individuele achtervolging, 4000 m
| rang   | sporter(s)          | land | tijd    |
| ------ | ------------------- | ---- | ------- |
| Goud   | Gregor Braun        | FRG  | 4:47.61 |
| Zilver | Herman Ponsteen     | NED  | 4:49.72 |
| Brons  | Thomas Huschke      | GDR  | 4:52.71 |
| 4      | Vladimir Ossokin    | URS  | 4:57.34 |
| 5      | Orfeo Pizzoferrato  | ITA  |         |
| 6      | Garry Sutton        | AUS  |         |
| 7      | Jan Iversen         | NOR  |         |
| 8      | Michal Klasa        | TCH  |         |
|        |                     |      |         |
| 12     | Jean-Louis Baugnies | BEL  |         |

#### ploegachtervolging, 4000 m
| rang   | sporter(s)                                                        | land | tijd    |
| ------ | ----------------------------------------------------------------- | ---- | ------- |
| Goud   | Peter Vonhof Gregor Braun Hans Lutz Günther Schumacher            | FRG  | 4:21.06 |
| Zilver | Viktor Sokolov Vladimir Ossokin Aleksandr Perov Vitali Petrakov   | URS  | 4:27.15 |
| Brons  | Ian Hallam Ian Banbury Michael Bennett Robin Croker               | GBR  | 4:22.41 |
| 4      | Norbert Dürpisch Thomas Huschke Uwe Unterwalder Matthias Wiegand  | GDR  | 4:22.75 |
| 5      | Jan Jankiewicz Czesław Lang Krzysztof Sujka Zbigniew Szczepkowski | POL  |         |
| 6      | Zdeněk Dohnal Michal Klasa Petr Kocek Jiří Pokorný                | TCH  |         |
| 7      | Sandro Callari Cesare Cipollini Rino De Candido Giuseppe Saronni  | ITA  |         |
| 8      | Gerrit Möhlmann Peter Nieuwenhuis Herman Ponsteen Gerrit Slot     | NED  |         |

### weg

#### individueel
Afstand: 175 km
| rang   | sporter(s)           | land | tijd    |
| ------ | -------------------- | ---- | ------- |
| Goud   | Bernt Johansson      | SWE  | 4:46:52 |
| Zilver | Giuseppe Martinelli  | ITA  | 4:47:23 |
| Brons  | Mieczysław Nowicki   | POL  | 4:47:23 |
| 4      | Fons De Wolf         | BEL  | 4:47:23 |
| 5      | Nikolai Gorelov      | URS  | 4:47:23 |
| 6      | George Mount         | USA  | 4:47:23 |
| 7      | Jean-René Bernaudeau | FRA  | 4:47:23 |
| 8      | Vittorio Algeri      | ITA  | 4:47:23 |
|        |                      |      |         |
| 25     | Arie Hassink         | NED  | 4:49:01 |

#### ploegentijdrit
Afstand: 100 km
Aantal deelnemers: 28 ploegen
| rang   | sporter(s)                                                            | land | tijd    |
| ------ | --------------------------------------------------------------------- | ---- | ------- |
| Goud   | Anatoli Tsjoekanov Valeri Tsjaplygin Vladimir Kaminski Aavo Pikkuus   | URS  | 2:08:53 |
| Zilver | Tadeusz Mytnik Mieczysław Nowicki Stanisław Szozda Ryszard Szurkowski | POL  | 2:09:13 |
| Brons  | Verner Blaudzun Gert Frank Jørgen Hansen Jørn Lund                    | DEN  | 2:12:20 |
| 4      | Hans-Peter Jakst Olaf Paltian Friedrich von Löffelholz Peter Weibel   | FRG  | 2:12:35 |
| 5      | Petr Bucháček Petr Matoušek Milan Puzrla Vladimír Vondráček           | TCH  | 2:12:56 |
| 6      | Paul Carbutt Philip Griffiths Dudley Hayton William Nickson           | GBR  | 2:13:10 |
| 7      | Tord Filipsson Bernt Johansson Sven-Åke Nilsson Tommy Prim            | SWE  | 2:13:13 |
| 8      | Stein Bråthen Geir Digerud Arne Klavenes Magne Orre                   | NOR  | 2.13:17 |
|        |                                                                       |      |         |
| 13     | Dirk Heirweg Frank Hoste Daniel Willems Fons De Wolf                  | BEL  | 2.16:08 |
| 17     | Arie Hassink Adri van Houwelingen Fons van Katwijk Frits Pirard       | NED  | 2.18:46 |

## Medaillespiegel
| rang   | land                     | goud | zilver | brons | totaal |
| ------ | ------------------------ | ---- | ------ | ----- | ------ |
| 1      | Bondsrepubliek Duitsland | 2    | 0      | 0     | 2      |
| 2      | Sovjet-Unie              | 1    | 1      | 0     | 2      |
| 3      | DDR                      | 1    | 0      | 2     | 3      |
| 4      | Tsjecho-Slowakije        | 1    | 0      | 0     | 1      |
| 4      | Zweden                   | 1    | 0      | 0     | 1      |
| 6      | Polen                    | 0    | 1      | 1     | 2      |
| 7      | België                   | 0    | 1      | 0     | 1      |
| 7      | Frankrijk                | 0    | 1      | 0     | 1      |
| 7      | Italië                   | 0    | 1      | 0     | 1      |
| 7      | Nederland                | 0    | 1      | 0     | 1      |
| 11     | Denemarken               | 0    | 0      | 2     | 2      |
| 12     | Groot-Brittannië         | 0    | 0      | 1     | 1      |
| totaal | totaal                   | 6    | 6      | 6     | 18     |